# محمد البوعزتی
محمد البوعزتی (عربی: محمد البوعزاتي؛ زادهٔ ۹ ژانویهٔ ۱۹۹۷) بازیکن فوتبال اهل مراکش است.

وی همچنین در تیم‌های ملی فوتبال زیر ۱۷ سال مراکش و زیر ۲۰ سال مراکش بازی کرده‌است.